# Cetonana setosa
Cetonana setosa là một loài nhện trong họ Trachelidae.
Loài này thuộc chi Cetonana. Cetonana setosa được Eugène Simon miêu tả năm 1897.